# فیل فودن
فیل والتر فودن (انگلیسی: Philip Walter Foden؛ زادهٔ ۲۸ مهٔ ۲۰۰۰) بازیکن فوتبال حرفه‌ای اهل انگلستان است که در پست هافبک مرکزی برای باشگاه فوتبال منچستر سیتی توپ می‌زند از فیل فودن به‌عنوان یکی از برترین بازیکنان جوان حال‌حاضر دنیا یاد می‌شود. ورود او به دنیای حرفه‌ای فوتبال در سال ۲۰۱۷ رقم خورد، جایی که او توانست عنوان بهترین بازیکن را در جام جهانی نوجوانان زیر ۱۷ سال به خود اختصاص دهد. در همان سال قراردادی با تیم فوتبال منچستر سیتی امضا کرد و در دسامبر آن سال، به جایزهٔ شخصیت ورزشی جوان سال بی‌بی‌سی دست یافت.

## زندگی شخصی
درحال‌حاضر فودن از دوست‌دختر خود، ربکا کوک دو فرزند دارد. فرزند اول به نام رونی که متولد ژانویه ۲۰۱۹ است و فرزند دوم در ژوئیه ۲۰۲۱ به دنیا آمد.
وی به یاد پدربزرگ مرحومش، رونی که در ۴۷ سالگی درگذشت یک تتو روی گردن خود دارد و همچنین شماره پیراهن وی در منچستر سیتی ۴۷ است.
فودن همچنین یک ماهیگیر ماهر است و آن را یکی از فعالیت‌های مورد علاقه خود در خارج از فوتبال می‌داند.

## عملکرد باشگاهی
فودن متولد منچستر بزرگ، طرفدار دوران کودکی باشگاه فوتبال منچستر سیتی بود. او در چهار سالگی به این باشگاه پیوست و بورس تحصیلی آکادمی خود را در ژوئیه ۲۰۱۶ امضا کرد. او به‌طور خصوصی در کالج سنت بده تحصیل کرده بود و شهریه‌اش توسط منچسترسیتی پرداخت می‌شد. در ۶ دسامبر ۲۰۱۶، سرمربی منچستر سیتی، پپ گواردیولا، فودن را در ترکیب روز مسابقه بازی مرحله گروهی لیگ قهرمانان اروپا با باشگاه فوتبال سلتیک قرار داد.
او اولین بازی خود را با پیراهن باشگاه فوتبال منچستر سیتی در تاریخ ۲۱ نوامبر ۲۰۱۷ در لیگ قهرمانان اروپا برابر فاینورد انجام داد. که دقیقه ۷۵ به‌جای یحیی توره به زمین آمد.

## آمار باشگاهی
تا تاریخ ۱۸ مهٔ ۲۰۲۴
| باشگاه           | فصل              | لیگ              | لیگ  | لیگ | جام حذفی | جام حذفی | قاره‌ای | قاره‌ای | دیگر | دیگر | مجموع | مجموع |
| باشگاه           | فصل              | دسته             | بازی | گل  | بازی     | گل       | بازی   | گل     | بازی | گل   | بازی  | گل    |
| ---------------- | ---------------- | ---------------- | ---- | --- | -------- | -------- | ------ | ------ | ---- | ---- | ----- | ----- |
| منچستر سیتی      | ۲۰۱۷–۱۸          | لیگ جزیره        | ۵    | ۰   | ۰        | ۰        | ۳      | ۰      | ۲    | ۰    | ۱۰    | ۰     |
| منچستر سیتی      | ۲۰۱۸–۱۹          | لیگ جزیره        | ۱۳   | ۱   | ۳        | ۳        | ۴      | ۱      | ۶    | ۲    | ۲۶    | ۷     |
| منچستر سیتی      | ۲۰۱۹–۲۰          | لیگ جزیره        | ۲۳   | ۵   | ۴        | ۱        | ۵      | ۲      | ۶    | ۰    | ۳۸    | ۸     |
| منچستر سیتی      | ۲۰۲۰–۲۱          | لیگ جزیره        | ۲۸   | ۹   | ۵        | ۲        | ۱۳     | ۳      | ۴    | ۲    | ۵۰    | ۱۶    |
| منچستر سیتی      | ۲۰۲۱–۲۲          | لیگ جزیره        | ۲۸   | ۹   | ۴        | ۱        | ۱۱     | ۳      | ۲    | ۱    | ۴۵    | ۱۴    |
| منچستر سیتی      | ۲۰۲۲–۲۳          | لیگ جزیره        | ۳۲   | ۱۱  | ۵        | ۳        | ۸      | ۱      | ۳    | ۰    | ۴۸    | ۱۵    |
| منچستر سیتی      | ۲۰۲۳–۲۴          | لیگ جزیره        | ۳۴   | ۱۷  | ۲        | ۲        | ۶      | ۴      | ۵    | ۱    | ۴۱    | ۱۸    |
| مجموع منچسترسیتی | مجموع منچسترسیتی | مجموع منچسترسیتی | ۱۶۳  | ۵۲  | ۲۳       | ۱۲       | ۵۰     | ۱۴     | ۲۷   | ۶    | ۲۶۳   | ۸۴    |
| مجموع آمار       | مجموع آمار       | مجموع آمار       | ۱۶۳  | ۵۲  | ۲۳       | ۱۲       | ۵۰     | ۱۴     | ۲۷   | ۶    | ۲۶۳   | ۸۴    |

+= قسمت دیگر شامل جام اتحادیه، سوپر جام داخلی و اروپا و جام باشگاه‌های جهان است.

## افتخارات

### باشگاهی

#### منچستر سیتی
- لیگ برتر فوتبال انگلیس (۶): ۱۸–۲۰۱۷، ۱۹–۲۰۱۸، ۲۱–۲۰۲۰، ۲۲–۲۰۲۱، ۲۳–۲۰۲۲، ۲۴–۲۰۲۳
- جام حذفی انگلستان(۲): ۱۹–۲۰۱۸، ۲۳–۲۰۲۲
- جام اتحادیه انگلیس(۴): ۱۸–۲۰۱۷، ۱۹–۲۰۱۸، ۲۰–۲۰۱۹، ۲۱–۲۰۲۰
- سوپر جام انگلستان(۳): ۲۰۱۸، ۲۰۱۹، ۲۰۲۴
- لیگ قهرمانان اروپا(۱): ۲۳–۲۰۲۲
  - نایب قهرمان: ۲۱–۲۰۲۰
- سوپرجام اروپا (۱): ۲۰۲۳
- جام باشگاه‌های جهان(۱): ۲۰۲۳

### ملی

#### انگلستان
- نایب قهرمان جام ملت‌های اروپا: ۲۰۲۰
- نایب قهرمان جام ملت‌های اروپا: ۲۰۲۴

## آمار ملی

### بازی‌های ملی
تا تاریخ ۲۰ نوامبر ۲۰۲۳
| انگلستان | انگلستان | انگلستان | انگلستان |
| سال      | بازی     | گل       | پاس گل   |
| -------- | -------- | -------- | -------- |
| ۲۰۲۰     | ۳        | ۲        | ۱        |
| ۲۰۲۱     | ۱۰       | ۰        | ۴        |
| ۲۰۲۲     | ۹        | ۱        | ۳        |
| ۲۰۲۳     | ۹        | ۱        | ۰        |
| مجموع    | ۳۱       | ۴        | ۸        |

### گل‌های ملی
| شماره | تاریخ           | میزبان | بازی ملی | حریف     | نتیجه | رقابت                    |
| ----- | --------------- | ------ | -------- | -------- | ----- | ------------------------ |
| ۱     | ۱۸ نوامبر ۲۰۲۰  | لندن   | ۳        | ایسلند   | ۴–۰   | لیگ ملت‌های اروپا ۲۱–۲۰۲۰ |
| ۲     | ۱۸ نوامبر ۲۰۲۰  | لندن   | ۳        | ایسلند   | ۴–۰   | لیگ ملت‌های اروپا ۲۱–۲۰۲۰ |
| ۳     | ۲۹ نوامبر ۲۰۲۲  | الریان | ۲۰       | ولز      | ۳–۰   | جام جهانی ۲۰۲۲ قطر       |
| ۴     | ۱۲ سپتامبر ۲۰۲۳ | گلاسکو | ۲۷       | اسکاتلند | ۳–۱   | دوستانه                  |

## عملکرد ملی
فودن در تیم‌های ملی زیر ۱۶ سال انگلستان، زیر ۱۷ سال انگلستان، زیر ۱۸ سال انگلستان، زیر ۱۹ سال انگلستان و زیر ۲۱ سال انگلستان بازی کرده است.
فودن در تاریخ ۵ سپتامبر ۲۰۲۰، اولین بازی ملی خود را مقابل تیم ملی فوتبال ایسلند در چهارچوب مسابقات لیگ ملت‌های اروپا ۲۱–۲۰۲۰ انجام داد، که ۱ بر ۰، به نفع انگلستان به پایان رسید. فودن همچین در چهارمین بازی ملی خود در ۲۵ مارس ۲۰۲۱ مقابل تیم ملی فوتبال سن مارینو دبل کرد. که ۵ بر ۰ به نفع انگلستان به پایان رسید.
فودن در جام ملت‌های اروپا ۲۰۲۰ نیز سه بازی مقابل کرواسی، اسکاتلند و دانمارک انجام داد که انگلستان در این رقابت‌ها به فینال رسید اما در ضربات پنالتی بازی را به ایتالیا واگذار کرد.

## سبک بازی و ویژگی
فودن چپ پا است و می‌تواند به‌عنوان یک دفاع بال یا یک وینگر در سمت راست بازی کند، اگرچه پپ گواردیولا او را «بیشتر یک هافبک» توصیف کرده است. در سال ۲۰۱۷، گواردیولا او را «یک بازیکن خاص» توصیف کرد و گفت: «گفتن چیزهای خوب دربارهٔ بازیکنان جوان خطرناک است زیرا آنها هنوز جوان هستند، و آن‌ها باید رشد کنند و باید خیلی چیزهای زیادی یاد بگیرند … اما ما اعتماد‌به‌نفس زیادی داریم که می‌توانیم به او کمک کنیم، زیرا معتقدیم که او پسری است که توانایی بالقوه دارد، حتی اگر قوی نباشد، قد بلندی ندارد.» در سال ۲۰۱۷، لوئیز تیلور از گاردین، فودن را به‌عنوان «مباهات کنترل شدید، چسبنده و برکت با مهارت پیشروی مخالفان گذشته» توصیف کرد. در سال ۲۰۱۸، برایان گلانویل از او به‌عنوان «نوجوانی با استعداد و زودرس» یاد کرد و افزود: «بازیکنان جوان با مهارت و کیفیت مبتکرانه او به‌طرز رقت‌انگیزی روی زمین سست هستند.»

## فودن و رکورد گینس
در اکتبر ۲۰۱۹، سازمان رکوردهای جهانی گینس رسماً اعلام کرد که نام فیل فودن، ستاره جوان باشگاه فوتبال منچسترسیتی به‌عنوان جوانترین بازیکنی که قهرمان لیگ برتر انگلستان شده رسماً به رکوردهای جهانی گینس اضافه شده است. گواهینامه ثبت این رکورد به نام فیل فودن از‌سوی نماینده سازمان گینس به او اهدا شد. همچنین نام وی در کتاب رکوردهای گینس ۲۰۲۰ چاپ خواهد شد.